# Campeonato de Primera División 1957 (Argentina)
El Campeonato de Primera División 1957 fue la vigésima séptima y el vigésimo noveno certamen de la era profesional de la Primera División de Argentina de fútbol. Se disputó desde el 5 de mayo al 15 de diciembre, en dos ruedas de todos contra todos. 
El campeón fue el Club Atlético River Plate, con la dirección técnica de José María Minella, y obtuvo así el tricampeonato en la décima tercera consagración de su historia profesional. 
La gran novedad de este torneo fue la implementación de la tabla de promedios para establecer el descenso. Esta tabla consideraba el puntaje acumulado entre el anterior certamen y el corriente, y lo dividía por el número de temporadas. El Club Ferro Carril Oeste descendió a Primera B, al haber ocupado el último lugar en dicha tabla.

## Ascensos y descensos
| Pos | Equipo ascendido |
| --- | ---------------- |
| 1º  | Atlanta          |

| Pos | Equipo descendido en la temporada 1956 |
| --- | -------------------------------------- |
| 16º | Chacarita Juniors                      |

## Equipos
| Equipo             | Ciudad       |
| ------------------ | ------------ |
| Argentinos Juniors | Buenos Aires |
| Atlanta            | Buenos Aires |
| Boca Juniors       | Buenos Aires |
| Estudiantes        | La Plata     |
| Ferro Carril Oeste | Buenos Aires |
| Gimnasia y Esgrima | La Plata     |
| Huracán            | Buenos Aires |
| Independiente      | Avellaneda   |
| Lanús              | Lanús        |
| Newell's Old Boys  | Rosario      |
| Racing Club        | Avellaneda   |
| River Plate        | Buenos Aires |
| Rosario Central    | Rosario      |
| San Lorenzo        | Buenos Aires |
| Tigre              | Victoria     |
| Vélez Sarsfield    | Buenos Aires |

### Distribución geográfica de los equipos
| Región                 | Cant. | Equipos |
| ---------------------- | ----- | --- |
| Ciudad de Buenos Aires | 8     | Argentinos Juniors, Atlanta, Boca Juniors, Ferro Carril Oeste, Huracán, River Plate, San Lorenzo y Vélez Sarsfield |
| Conurbano bonaerense   | 4     | Independiente, Lanús, Racing Club y Tigre                                                                          |
| Ciudad de La Plata     | 2     | Estudiantes y Gimnasia y Esgrima                                                                                   |
| Ciudad de Rosario      | 2     | Newell's Old Boys y Rosario Central                                                                                |

## Tabla de posiciones final
| Pos. | Equipo                  | Pts. | PJ | PG | PE | PP | GF | GC | Dif. |
| ---- | ----------------------- | ---- | -- | -- | -- | -- | -- | -- | ---- |
| 1.º  | River Plate             | 46   | 30 | 19 | 8  | 3  | 75 | 34 | 41   |
| 2.º  | San Lorenzo             | 38   | 30 | 15 | 8  | 7  | 66 | 42 | 24   |
| 3.º  | Racing Club             | 36   | 30 | 15 | 6  | 9  | 59 | 41 | 18   |
| 4.º  | Boca Juniors            | 34   | 30 | 13 | 8  | 9  | 45 | 34 | 11   |
| 5.º  | Vélez Sarsfield         | 34   | 30 | 12 | 10 | 8  | 42 | 43 | −1   |
| 6.º  | Huracán                 | 33   | 30 | 14 | 5  | 11 | 46 | 39 | 7    |
| 7.º  | Estudiantes (LP)        | 33   | 30 | 12 | 9  | 9  | 46 | 50 | −4   |
| 8.º  | Independiente           | 31   | 30 | 11 | 9  | 10 | 35 | 31 | 4    |
| 9.º  | Newell's Old Boys       | 31   | 30 | 11 | 9  | 10 | 38 | 39 | −1   |
| 10.º | Argentinos Juniors      | 28   | 30 | 9  | 10 | 11 | 49 | 57 | −8   |
| 11.º | Rosario Central         | 27   | 30 | 10 | 7  | 13 | 40 | 37 | 3    |
| 12.º | Atlanta                 | 24   | 30 | 7  | 10 | 13 | 37 | 53 | −16  |
| 13.º | Tigre                   | 23   | 30 | 8  | 7  | 15 | 37 | 49 | −12  |
| 14.º | Gimnasia y Esgrima (LP) | 23   | 30 | 8  | 7  | 15 | 37 | 62 | −25  |
| 15.º | Lanús                   | 22   | 30 | 7  | 8  | 15 | 44 | 57 | −13  |
| 16.º | Ferro Carril Oeste      | 17   | 30 | 6  | 5  | 19 | 33 | 61 | −28  |

### Evolución de las posiciones
| Equipo / Fecha          | 1    | 2    | 3    | 4    | 5    | 6    | 7    | 8    | 9    | 10   | 11   | 12   | 13   | 14   | 15   | 16   | 17   | 18   | 19   | 20   | 21   | 22   | 23   | 24   | 25   | 26   | 27   | 28   | 29   | 30   |
| ----------------------- | ---- | ---- | ---- | ---- | ---- | ---- | ---- | ---- | ---- | ---- | ---- | ---- | ---- | ---- | ---- | ---- | ---- | ---- | ---- | ---- | ---- | ---- | ---- | ---- | ---- | ---- | ---- | ---- | ---- | ---- |
| River Plate             | 9.º  | 2.º  | 1.º  | 1.º  | 1.º  | 1.º  | 1.º  | 1.º  | 1.º  | 1.º  | 1.º  | 1.º  | 1.º  | 1.º  | 1.º  | 1.º  | 1.º  | 1.º  | 1.º  | 1.º  | 1.º  | 1.º  | 1.º  | 1.º  | 1.º  | 1.º  | 1.º  | 1.º  | 1.º  | 1.º  |
| San Lorenzo             | 5.º  | 9.º  | 4.º  | 4.º  | 5.º  | 6.º  | 2.º  | 5.º  | 4.º  | 3.º  | 3.º  | 2.º  | 2.º  | 2.º  | 2.º  | 3.º  | 2.º  | 2.º  | 2.º  | 2.º  | 2.º  | 2.º  | 2.º  | 2.º  | 2.º  | 2.º  | 2.º  | 2.º  | 2.º  | 2.º  |
| Racing Club             | 5.º  | 4.º  | 9.º  | 10.º | 8.º  | 10.º | 7.º  | 8.º  | 10.º | 6.º  | 4.º  | 4.º  | 5.º  | 4.º  | 4.º  | 4.º  | 4.º  | 4.º  | 4.º  | 4.º  | 4.º  | 3.º  | 3.º  | 3.º  | 3.º  | 3.º  | 3.º  | 3.º  | 3.º  | 3.º  |
| Boca Juniors            | 2.º  | 1.º  | 2.º  | 2.º  | 2.º  | 2.º  | 3.º  | 2.º  | 3.º  | 4.º  | 5.º  | 6.º  | 6.º  | 7.º  | 6.º  | 7.º  | 6.º  | 5.º  | 7.º  | 5.º  | 6.º  | 6.º  | 6.º  | 5.º  | 6.º  | 5.º  | 5.º  | 4.º  | 4.º  | 4.º  |
| Vélez Sarsfield         | 9.º  | 5.º  | 10.º | 7.º  | 7.º  | 8.º  | 9.º  | 13.º | 13.º | 13.º | 14.º | 12.º | 10.º | 10.º | 12.º | 10.º | 8.º  | 8.º  | 5.º  | 8.º  | 5.º  | 5.º  | 5.º  | 4.º  | 5.º  | 4.º  | 6.º  | 5.º  | 6.º  | 5.º  |
| Estudiantes (LP)        | 13.º | 7.º  | 3.º  | 3.º  | 4.º  | 5.º  | 6.º  | 6.º  | 11.º | 12.º | 10.º | 8.º  | 9.º  | 9.º  | 7.º  | 6.º  | 7.º  | 7.º  | 8.º  | 9.º  | 10.º | 9.º  | 7.º  | 7.º  | 7.º  | 7.º  | 7.º  | 6.º  | 7.º  | 6.º  |
| Huracán                 | 16.º | 8.º  | 5.º  | 6.º  | 6.º  | 3.º  | 4.º  | 3.º  | 2.º  | 2.º  | 2.º  | 3.º  | 3.º  | 3.º  | 3.º  | 2.º  | 3.º  | 3.º  | 3.º  | 3.º  | 3.º  | 4.º  | 4.º  | 6.º  | 4.º  | 6.º  | 4.º  | 7.º  | 4.º  | 7.º  |
| Newell's Old Boys       | 2.º  | 6.º  | 6.º  | 5.º  | 3.º  | 4.º  | 5.º  | 10.º | 5.º  | 5.º  | 8.º  | 5.º  | 4.º  | 5.º  | 5.º  | 5.º  | 5.º  | 6.º  | 9.º  | 7.º  | 8.º  | 8.º  | 9.º  | 8.º  | 10.º | 9.º  | 9.º  | 8.º  | 8.º  | 8.º  |
| Independiente           | 1.º  | 3.º  | 8.º  | 12.º | 9.º  | 7.º  | 8.º  | 4.º  | 6.º  | 10.º | 11.º | 13.º | 12.º | 11.º | 9.º  | 12.º | 9.º  | 9.º  | 6.º  | 6.º  | 7.º  | 7.º  | 8.º  | 9.º  | 8.º  | 8.º  | 8.º  | 9.º  | 9.º  | 9.º  |
| Argentinos Juniors      | 9.º  | 10.º | 13.º | 8.º  | 12.º | 9.º  | 14.º | 14.º | 15.º | 15.º | 15.º | 14.º | 13.º | 13.º | 11.º | 9.º  | 12.º | 13.º | 12.º | 11.º | 12.º | 11.º | 10.º | 10.º | 9.º  | 10.º | 10.º | 10.º | 10.º | 10.º |
| Rosario Central         | 9.º  | 12.º | 7.º  | 9.º  | 13.º | 14.º | 11.º | 11.º | 9.º  | 7.º  | 6.º  | 7.º  | 7.º  | 6.º  | 8.º  | 11.º | 13.º | 10.º | 10.º | 10.º | 9.º  | 10.º | 11.º | 11.º | 11.º | 11.º | 11.º | 11.º | 11.º | 11.º |
| Atlanta                 | 2.º  | 11.º | 12.º | 14.º | 11.º | 13.º | 13.º | 12.º | 12.º | 14.º | 13.º | 11.º | 14.º | 14.º | 14.º | 14.º | 14.º | 14.º | 13.º | 14.º | 13.º | 13.º | 13.º | 13.º | 12.º | 12.º | 12.º | 12.º | 12.º | 12.º |
| Tigre                   | 13.º | 16.º | 15.º | 11.º | 14.º | 11.º | 12.º | 7.º  | 7.º  | 8.º  | 9.º  | 10.º | 11.º | 8.º  | 13.º | 13.º | 11.º | 12.º | 14.º | 13.º | 14.º | 14.º | 14.º | 14.º | 14.º | 14.º | 15.º | 13.º | 15.º | 13.º |
| Gimnasia y Esgrima (LP) | 5.º  | 13.º | 14.º | 16.º | 16.º | 16.º | 15.º | 15.º | 14.º | 11.º | 12.º | 15.º | 15.º | 15.º | 15.º | 15.º | 15.º | 15.º | 15.º | 15.º | 15.º | 15.º | 15.º | 15.º | 15.º | 15.º | 14.º | 15.º | 14.º | 14.º |
| Lanús                   | 5.º  | 14.º | 11.º | 13.º | 10.º | 12.º | 10.º | 9.º  | 8.º  | 9.º  | 7.º  | 9.º  | 8.º  | 12.º | 10.º | 8.º  | 10.º | 11.º | 11.º | 12.º | 11.º | 12.º | 12.º | 12.º | 13.º | 13.º | 13.º | 14.º | 13.º | 15.º |
| Ferro Carril Oeste      | 13.º | 15.º | 16.º | 15.º | 15.º | 15.º | 16.º | 16.º | 16.º | 16.º | 16.º | 16.º | 16.º | 16.º | 16.º | 16.º | 16.º | 16.º | 16.º | 16.º | 16.º | 16.º | 16.º | 16.º | 16.º | 16.º | 16.º | 16.º | 16.º | 16.º |

- Fuente:

## Tabla de descenso
| Pos | Equipo                  | 1956 | 1957 | Total | Promedio |
| --- | ----------------------- | ---- | ---- | ----- | -------- |
| 1º  | River Plate             | 43   | 46   | 89    | 44,5     |
| 2º  | Racing Club             | 39   | 36   | 75    | 37,5     |
| 3º  | Boca Juniors            | 40   | 34   | 74    | 37,0     |
| 4º  | Vélez Sarsfield         | 37   | 34   | 71    | 35,5     |
| 5º  | San Lorenzo             | 29   | 38   | 67    | 33,5     |
| 6º  | Lanús                   | 41   | 22   | 63    | 31,5     |
| 7º  | Independiente           | 30   | 31   | 61    | 30,5     |
| 8º  | Newell's Old Boys       | 26   | 31   | 57    | 28,5     |
| 9º  | Rosario Central         | 30   | 27   | 57    | 28,5     |
| 10º | Estudiantes (LP)        | 23   | 33   | 56    | 28,0     |
| 11º | Huracán                 | 23   | 33   | 56    | 28,0     |
| 12º | Argentinos Juniors      | 22   | 28   | 50    | 25,0     |
| 13º | Gimnasia y Esgrima (LP) | 26   | 23   | 49    | 24,5     |
| 14º | Atlanta                 | -    | 24   | 24    | 24,0     |
| 15º | Tigre                   | 22   | 23   | 45    | 22,5     |
| 16º | Ferro Carril Oeste      | 27   | 17   | 44    | 22,0     |

|  |                           |
|  | Descendió a la Primera B. |

## Resultados
Fecha 1
5 de mayo
Rosario Central 1 - River Plate 1
Boca Juniors 1 - Estudiantes (LP) 0
Independiente 2 - Huracán 0
Vélez Sársfield 1 - Argentinos Juniors 1
Atlanta 1 - Ferro 0
Gimnasia (LP) 2 - Lanús 2
Tigre 0 - Newell's Old Boys 1
San Lorenzo 2 - Racing Club 2
Fecha 2
12 de mayo
River Plate 5 - Lanús 2
Ferro 1 - Vélez Sársfield 2
Boca Juniors 3 - Gimnasia (LP) 1
Racing Club 2 - Rosario Central 1
Newell's Old Boys 1 - Independiente 1
Argentinos Juniors 3 - San Lorenzo 3
Huracán 3 - Atlanta 0
Estudiantes (LP) 6 - Tigre 1
Fecha 3
19 de mayo
Gimnasia (LP) 0 - River Plate 2
Vélez Sársfield 0 - Huracán 1
Lanús 4 - Racing Club 3
Independiente 2 - Estudiantes (LP) 3
Tigre 1 - Boca Juniors 1
Atlanta 2 - Newell's Old Boys 2
Rosario Central 3 - Argentinos Juniors 0
San Lorenzo 3 - Ferro 0
Fecha 4
26 de mayo
Racing Club 1 - River Plate 2
Newell's Old Boys 0 - Vélez Sársfield 0
Boca Juniors 2 - Independiente 0
Huracán 3 - San Lorenzo 5
Estudiantes (LP) 1 - Atlanta 0
Ferro 2 - Rosario Central 0
Argentinos Juniors 3 - Lanús 2
Tigre 5 - Gimnasia (LP) 0
Fecha 5
2 de junio
River Plate 6 - Argentinos Juniors 2
Atlanta 2 - Boca Juniors 1
San Lorenzo 0 - Newell's Old Boys 1
Independiente 2 - Tigre 0
Gimnasia (LP) 0 - Racing Club 2
Lanús 3 - Ferro 1
Vélez Sársfield 1 - Estudiantes (LP) 0
Rosario Central 1 - Huracán 2
Fecha 6
9 de junio
Ferro 2 - River Plate 4
Huracán 4 - Lanús 1
Boca Juniors 2 - Vélez Sársfield 0
Estudiantes (LP) 0 - San Lorenzo 0
Argentinos Juniors 3 - Racing Club 1
Independiente 1 - Gimnasia (LP) 1
Newell's Old Boys 1 - Rosario Central 1
Tigre 3 - Atlanta 1
Fecha 7
16 de junio
San Lorenzo 3 - Boca Juniors 2
River Plate 2 - Huracán 2
Racing Club 2 - Ferro 0
Rosario Central 2 - Estudiantes (LP) 0
Vélez Sársfield 1 - Tigre 1
Atlanta 1 - Independiente 1
Lanús 2 - Newell's Old Boys 0
Gimnasia (LP) 3 - Argentinos Juniors 1
Fecha 8
23 de junio
Newell's Old Boys 0 - River Plate 2
Ferro 2 - Argentinos Juniors 1
Boca Juniors 0 - Rosario Central 0
Estudiantes (LP) 2 - Lanús 2
Tigre 4 - San Lorenzo 2
Independiente 3 - Vélez Sársfield 0
Huracán 1 - Racing Club 1
Atlanta 0 - Gimnasia (LP) 0
Fecha 9
30 de junio
River Plate 6 - Estudiantes (LP) 1
Gimnasia (LP) 3 - Ferro 2
Lanús 1 - Boca Juniors 1
Racing Club 1 - Newell's Old Boys 2
San Lorenzo 2 - Independiente 1
Rosario Central 1 - Tigre 1
Vélez Sársfield 1 - Atlanta 1
Argentinos Juniors 0 - Huracán 2
Fecha 10
21 de julio
Boca Juniors 2 - River Plate 2
Atlanta 1 - San Lorenzo 3
Independiente 1 - Rosario Central 2
Newell's Old Boys 0 - Argentinos Juniors 0
Huracán 4 - Ferro 0
Estudiantes (LP) 1 - Racing Club 3
Tigre 1 - Lanús 1
Vélez Sársfield 0 - Gimnasia (LP) 1
Fecha 11
27 de julio
River Plate 1 - Tigre 0
Racing Club 2 - Boca Juniors 0
San Lorenzo 4 - Vélez Sársfield 0
Gimnasia (LP) 0 - Huracán 1
Lanús 3 - Independiente 0
Rosario Central 1 - Atlanta 0
Argentinos Juniors 0 - Estudiantes (LP) 2
Ferro 3 - Newell's Old Boys 2
Fecha 12
4 de agosto
Independiente 0 - River Plate 3
Newell's Old Boys 2 - Huracán 1
San Lorenzo 8 - Gimnasia (LP) 0
Estudiantes (LP) 2 - Ferro 1
Tigre 1 - Racing Club 1
Atlanta 4 - Lanús 1
Boca Juniors 0 - Argentinos Juniors 1
Vélez Sársfield 2 - Rosario Central 1
Fecha 13
11 de agosto
River Plate 4 - Atlanta 1
Argentinos Juniors 2 - Tigre 0
Ferro 0 - Boca Juniors 0
Gimnasia (LP) 1 - Newell's Old Boys 1
Racing Club 2 - Independiente 3
Lanús 2 - Argentinos Juniors 3
Rosario Central 1 - San Lorenzo 2
Huracán 4 - Estudiantes (LP) 1
Fecha 14
15 de agosto
Vélez Sársfield 2 - River Plate 2
Atlanta 2 - Racing Club 3
San Lorenzo 3 - Lanús 1
Estudiantes (LP) 0 - Newell's Old Boys 0
Independiente 0 - Argentinos Juniors 0
Tigre 2 - Ferro 1
Rosario Central 4 - Gimnasia (LP) 1
Boca Juniors 0 - Huracán 0
Fecha 15
18 de agosto
River Plate 1 - San Lorenzo 1
Racing Club 1 - Vélez Sársfield 1
Newell's Old Boys 0 - Boca Juniors 0
Lanús 1 - Rosario Central 0
Gimnasia (LP) 0 - Estudiantes (LP) 1
Ferro 1 - Independiente 2
Huracán 4 - Tigre 1
Argentinos Juniors 2 - Atlanta 1
Fecha 16
25 de agosto
River Plate 2 - Rosario Central 1
Racing Club 1 - San Lorenzo 0
Newell's Old Boys 2 - Tigre 0
Huracán 1 - Independiente 0
Estudiantes (LP) 3 - Boca Juniors 1
Argentinos Juniors 3 - Vélez Sársfield 3
Ferro 1 - Atlanta 1
Lanús 2 - Gimnasia (LP) 2
Fecha 17
1 de septiembre
Lanús 0 - River Plate 0
Independiente 4 - Newell's Old Boys 0
San Lorenzo 1 - Argentinos Juniors 0
Rosario Central 1 - Racing Club 2
Atlanta 3 - Huracán 1
Tigre 3 - Estudiantes (LP) 1
Vélez Sársfield 3 - Ferro 1
Gimnasia (LP) 1 - Boca Juniors 3
Fecha 18
8 de septiembre
River Plate 2 - Gimnasia (LP) 0
Racing Club 1 - Lanús 0
Newell's Old Boys 0 - Atlanta 0
Huracán 1 - Vélez Sársfield 1
Boca Juniors 2 - Tigre 1
Estudiantes (LP) 0 - Independiente 0
Ferro 0 - San Lorenzo 0
Argentinos Juniors 1 - Rosario Central 3
Fecha 19
15 de septiembre
River Plate 2 - Racing Club 1
Vélez Sársfield 3 - Newell's Old Boys 1
San Lorenzo 1 - Huracán 0
Rosario Central 1 - Ferro 0
Independiente 1 - Boca Juniors 0
Gimnasia (LP) 3 - Tigre 0
Lanús 1 - Argentinos Juniors 1
Atlanta 1 - Estudiantes (LP) 1
Fecha 20
22 de septiembre
Argentinos Juniors 4 - River Plate 1
Boca Juniors 4 - Atlanta 0
Racing Club 3 - Gimnasia (LP) 0
Tigre 0 - Independiente 1
Newell's Old Boys 4 - San Lorenzo 1
Ferro 3 - Lanús 0
Estudiantes (LP) 1 - Vélez Sársfield 1
Huracán 2 - Rosario Central 0
Fecha 21
29 de septiembre
River Plate 7 - Ferro 0
San Lorenzo 5 - Estudiantes (LP) 1
Vélez Sársfield 4 - Boca Juniors 0
Gimnasia (LP) 1 - Independiente 0
Rosario Central 3 - Newell's Old Boys 0
Racing Club 5 - Argentinos Juniors 2
Atlanta 2 - Tigre 1
Lanús 2 - Huracán 0
Fecha 22
3 de noviembre
Huracán 0 - River Plate 0
Ferro 1 - Racing Club 2
Argentinos Juniors 3 - Gimnasia (LP) 2
Independiente 2 - Atlanta 0
Boca Juniors 4 - San Lorenzo 2
Tigre 0 - Vélez Sársfield 2
Newell's Old Boys 2 - Lanús 1
Estudiantes (LP) 2 - Rosario Central 1
Fecha 23
10 de noviembre
River Plate 1 - Newell's Old Boys 0
Gimnasia (LP)) 2 - Atlanta 5
Rosario Central 1 - Boca Juniors 3
Argentinos Juniors 1 - Ferro 1
Vélez Sársfield 1 - Independiente 0
Lanús 1 - Estudiantes (LP) 2
San Lorenzo 2 - Tigre 1
Racing Club 5 - Huracán 0
Fecha 24
17 de noviembre
Estudiantes (LP) 2 - River Plate 1
Huracán 1 - Argentinos Juniors 4
Boca Juniors 2 - Lanús 1
Ferro 3 - Gimnasia (LP) 1
Newell's Old Boys 2 - Racing Club 0
Atlanta 1 - Vélez Sársfield 4
Independiente 2 - San Lorenzo 2
Tigre 2 - Rosario Central 2
Fecha 25
23 de noviembre
Rosario Central 0 - Independiente 0
24 de noviembre
River Plate 5 - Boca Juniors 3
San Lorenzo 0 - Atlanta 2
Ferro 2 - Huracán 5
Racing Club 2 - Estudiantes (LP) 2
Lanús 1 - Tigre 2
Gimnasia (LP) 2 - Vélez Sársfield 1
Argentinos Juniors 5 - Newell's Old Boys 3
Fecha 26
29 de noviembre
Independiente 3 - Lanús 1
1 de diciembre
Tigre 0 - River Plate 0
Vélez Sársfield 1 - San Lorenzo 1
Newell's Old Boys 4 - Ferro 0
Huracán 0 - Gimnasia (LP) 2
Atlanta 0 - Rosario Central 0
Estudiantes (LP) 4 - Argentinos Juniors 3
Boca Juniors 3 - Racing Club 0
Fecha 27
4 de diciembre
Gimnasia (LP) 1 - San Lorenzo 1
Ferro 3 - Estudiantes (LP) 3
Racing Club 2 - Tigre 0
Lanús 1 - Atlanta 1
Rosario Central 4 - Vélez Sársfield 0
Huracán 1 - Newell's Old Boys 0
Argentinos Juniors 0 - Boca Juniors 0
5 de diciembre
River Plate 2 - Independiente 0
Fecha 28
8 de diciembre
Atlanta 1 - River Plate 3
Vélez Sársfield 2 - Lanús 1
Boca Juniors 1 - Ferro 0
Newell's Old Boys 2 - Gimnasia (LP) 1
Tigre 4 - Argentinos Juniors 1
Estudiantes (LP) 1 - Huracán 0
Independiente 2 - Racing Club 2
San Lorenzo 2 - Rosario Central 0
Fecha 29
11 de diciembre
River Plate 5 - Vélez Sársfield 0
Lanús 3 - San Lorenzo 2
Ferro 2 - Tigre 0
Huracán 1 - Boca Juniors 0
Argentinos Juniors 0 - Independiente 0
Racing Club 5 - Atlanta 1
Newell's Old Boys 3 - Estudiantes (LP) 1
Gimnasia (LP) 3 - Rosario Central 2
Fecha 30
14 de diciembre
Boca Juniors 4 - Newell's Old Boys 1
Rosario Central 2 - Lanús 1
Estudiantes (LP) 2 - Gimnasia (LP) 2
15 de diciembre
San Lorenzo 5 - River Plate 1
Vélez Sársfield 2 - Racing Club 1
Tigre 2 - Huracán 1
Independiente 1 - Ferro 0
Atlanta 2 - Argentinos Juniors 2

## Descensos y ascensos
El descendido a Segunda División fue Ferro Carril Oeste, que fue reemplazado por Central Córdoba (R) en el Campeonato de Primera División 1958.

## Goleadores
| Jugador              | Jugador           | Goles | Equipo                  |
| -------------------- | ----------------- | ----- | ----------------------- |
| Bandera de Argentina | Roberto Zárate    | 22    | River Plate             |
| Bandera de Argentina | José Sanfilippo   | 19    | San Lorenzo             |
| Bandera de Argentina | Diego Bayo        | 17    | Gimnasia y Esgrima (LP) |
| Bandera de Argentina | Norberto Menéndez | 14    | River Plate             |
| Bandera de Argentina | Norberto Conde    | 13    | Vélez Sarsfield         |